# Эякский язык
Эякский язык (эяк; устар. угаленцский; Eyak; самоназвание i.ya.q [ʔiːjaːq]) — вымерший язык племени эяков, который был распространён на юго-востоке Аляски, в районе Кордовы.
Ближайшими к нему живыми языками являются языки атабаскской группы, а также тлингитский язык (семья на-дене).
Многочисленные тлингитские топонимы на побережье залива заимствованы из эякского, на тлингитском они имеют странное значение или вовсе бессмысленны; в устной традиции, однако, сохраняется эякская этимология. Распространение эякских топонимов означает, что когда-то эяки жили на значительно большей территории, чем ко времени контакта с европейцами.

## Вымирание
Мэри Смит Джонс (14 мая 1918 — 21 января 2008), жившая в городе Кордова, была последней чистокровной представительницей племени эяк и последней носительницей эякского языка.
Распространение английского и вытеснение индейских языков — не единственная причина, по которой эякский язык вымер. Миграция тлинкитов на север привела к тому, что жители Якутата стали чаще учить тлингитский. Кроме того, эякский вытеснялся западными соседями, в частности, алютикским языком народа алутиик, а также народов долины реки Коппер. Эякская и тлинкитская культуры начали смешиваться, эякский стал вытесняться тлингитским.

## Возрождение
В июне 2010 года в газете Anchorage Daily News появилась статья о Гийоме Ледюэ (фр. Guillaume Leduey), французском студенте, который выучил эякский язык. С 12 лет он самостоятельно занимался эякским по текстам и аудиоматериалам, полученным от Аляскинского центра изучения индейских языков. Гийом никогда не был на Аляске и никогда не говорил с Мэри Смит Джонс.
После публикации статьи он поехал на Аляску и встретился с Майклом Крауссом, выдающимся лингвистом, специализирующимся на эякском языке. Доктор Краусс оказал Ледюэ помощь с постановкой верного произношения и предоставил материалы для дальнейшего исследования, включая морфологический анализ эякской литературы.
В июне следующего года Гийом вернулся на Аляску, чтобы помочь в организации эякского семинара. Он считается свободно владеющим эякским языком, переводчиком и учителем эякского. Несмотря на это, эякский остаётся классифицирован как «вымерший», так как у него нет носителей, для которых он был бы родным.
В настоящее время эякский язык является символом движения за возрождение умирающих языков.

## Фонетика

### Согласные
|               |                  | Губно-губные | Альвеолярные | Альвеолярные | Постальвеолярные / Палатализованные | Велярные | Велярные | Увулярные | Глоттальные |
| центральные   | боковые          | Губно-губные | простые      | огубленные   | Постальвеолярные / Палатализованные |          |          | Увулярные | Глоттальные |
| ------------- | ---------------- | ------------ | ------------ | ------------ | ----------------------------------- | -------- | -------- | --------- | ----------- |
| Взрывные      | непридыхательные |              | d [t]        |              |                                     | g [k]    | gw [kʷ]  | g̣ [q]     |             |
| Взрывные      | придыхательные   |              | t [tʰ]       |              |                                     | k [kʰ]   |          | q [qʰ]    |             |
| Взрывные      | абруптивы        |              | t' [tʼ]      |              |                                     | k' [kʼ]  |          | q' [qʼ]   | ' [ʔ]       |
| Аффрикаты     | непридыхательные |              | dz [ts]      | dl [tɬ]      | j [tʃ]                              |          |          |           |             |
| Аффрикаты     | придыхательные   |              | ts [tsʰ]     | tl [tɬʰ]     | ch [tʃʰ]                            |          |          |           |             |
| Аффрикаты     | абруптивы        |              | ts' [tsʼ]    | tl' [tɬʼ]    | ch' [tʃʼ]                           |          |          |           |             |
| Фрикативные   | Фрикативные      |              | s [s]        | ł [ɬ]        | sh [ʃ]                              | x [x]    | xw [xʷ]  | x̣ [χ]     | h [h]       |
| Носовые       | Носовые          | (m [m])      | n [n]        |              |                                     |          |          |           |             |
| Аппроксиманты | Аппроксиманты    |              |              | l [l]        | y [j]                               |          | w [w]    |           |             |

Примечание: звук /w/ не сильно лабиализован, а /m/ обычно не встречается в устной речи.

### Гласные
|                  | Долгие/напряжённые | Долгие/напряжённые | Долгие/напряжённые | Краткие/расслабленные | Краткие/расслабленные | Краткие/расслабленные |
| переднего ряда   | среднего ряда      | заднего ряда       | переднего ряда     | среднего ряда         | заднего ряда          |                       |
| верхнего подъёма | i· [iː]            |                    | u· [uː]            | i [ɪ]                 |                       | u [ʊ]                 |
| среднего подъёма | e· [eː]            |                    |                    | e [ɛ] / æ [ɛ]         | a [ə]                 |                       |
| нижнего подъёма  | a· [aː]            |                    |                    | a [a]                 |                       |                       |
Гласные буквы, за которыми следует «n», означают назализованный звук.

## Примеры слов
Несколько слов эякского языка:
- xǝwa собака
- kuutschi волк
- tsʼiyu чёрный медведь
- kʼudǝʔuhdg яйцо
- qʼāš нога
- ɬilāʔ человек
- qāt остров
- tʼuʔčʼ чёрный
- khatl зелёный
- tɬãt синий, голубой
- tsʼaʔ глины, суглинки
- kaač одеяло
- tsʼaagɬ корзина
- tsĩ:dz мечта
- tzatlkh почва
- tʼãtɬ перо; лист
- kugɬ дрова для огня, чтобы сжечь
- tlehatl завтра
- tleki один